# Ollie Harrington
Ollie Harrington (né le 14 février 1912 à Valhalla dans l'État de New York et mort le 2 novembre 1995 à Berlin) est un militant des droits civiques et dessinateur de presse américain.

## Biographie
Né d'une mère juive et d'un père afro-américain, Ollie Harrington est confronté dès son enfance aux discriminations que subissent les deux communautés. Il grandit dans le Bronx méridional (en), à New York. En 1929, après le lycée, il s'installe à Harlem, alors en pleine ébullition culturelle. Il commence à vendre des dessins de presse à des titres locaux en 1932, et devient en 1935 dessinateur attitré du New York Amsterdam News, un influent hebdomadaire afro-américain. Il y lance notamment la série de dessins humoristiques Dark Laughter (« rire noir »), qu'il dessine durant près de trente ans et où il dénonce inlassablement le racisme et la ségrégation dont sont victimes les Afro-Américains.
En 1942-1943, il participe au quotidien People's Voice d'Adam Clayton Powell Jr., puis part sur le front comme correspondant de guerre pour Pittsburgh Courier. En 1946, après son retour, il devient directeur des relations publiques de la National Association for the Advancement of Colored People, la principale association américaine de défense des droits civiques. Il joue notamment un rôle important dans la médiatisation de l'agression du vétéran Isaac Woodard. Si ses activités militantes ne l'empêchent pas de continuer à produire des illustrations, dessins d'humour et livres pour enfants, elles lui valent la surveillance des services secrets et il préfère s'exiler à Paris en 1951.
Fréquentant les cercles d'Afro-Américains expatriés, Harrington continue à contribuer à de nombreux titres américains. À l'automne 1961, alors qu'il est en reportage à Berlin-Est, il s'y retrouve bloqué à la suite d'un problème de visa. Il collabore avec des journaux locaux et y rencontre la journaliste Helga Richter, qu'il épouse. À partir de 1968, toujours depuis la RDA, il devient un contributeur régulier du Daily World, le quotidien du Parti communiste américain, dont il n'en cependant pas membre.
Il continue à produire des dessins jusqu'à sa mort en 1995, ne revenant que ponctuellement aux États-Unis.